# بيلة بوتاسية
البيلة البوتاسية هي حالة إخراج البوتاسيوم في البول.
يستخدم الثيازيد كمدر للبول لعلاج مرضى قصور القلب. هدفهم عمل الثيازيد هو تقليل كمية الملح (كلوريد الصوديوم) في الجسم عن طريق تقليل الكمية التي يُعاد امتصاصها بواسطة الكلى. زيادة كمية الصوديوم التي تخرج من الجسم عن طريق الكلى خلال عملية التبول يُمكن أن تؤدي إلى نقص صوديوم الدم، كما يمكن أن تؤدي إلى البيلة البوتاسية عن طريق زيادة تبادل الصوديوم والبوتاسيوم.